# Hòa Châu
Hòa Châu là một xã thuộc huyện Hòa Vang, thành phố Đà Nẵng, Việt Nam.
Xã Hoà Châu có diện tích 10,42 km², dân số năm 2018 là 15.167 người , mật độ dân số đạt 1.667 người/km².